# Elshan Moradiabadi
Elshan Moradiabadi, pers. الشن مرادی ابدی (ur. 22 maja 1985 w Teheranie) – irański szachista i trener szachowy (FIDE Trainer od 2012), arcymistrz od 2005 roku. Od 2016 reprezentant Stanów Zjednoczonych.

## Kariera szachowa
Do ścisłej czołówki irańskich szachistów należy od pierwszych lat XXI wieku. W 2001 r. zdobył tytuł indywidualnego mistrza kraju. Wielokrotnie reprezentował Iran w turniejach drużynowych, m.in.: pięciokrotnie na olimpiadach szachowych (w latach 2004, 2006, 2008, 2010, 2014) oraz trzykrotnie na drużynowych mistrzostwach Azji (w latach 2005, 2009, 2014), dwukrotnie zdobywając brązowe medale (2005, 2009).
Pomiędzy 1997 a 2005 r. był wielokrotnym uczestnikiem turniejów o mistrzostwo świata juniorów w różnych kategoriach wiekowych, najlepszy wynik uzyskał w 2004 r. w Koczin, gdzie w grupie do 20 lat podzielił V-XI miejsce. Był również dwukrotnym (1999, 2000) reprezentantem Iranu na olimpiadach juniorów (do 16 lat), w 2000 r. zdobywając złoty medal za indywidualny wynik na I szachownicy.
Normy na tytuł arcymistrza wypełnił w 2005 r. w Teheranie (turniej Fajr Open , dz. I m. wspólnie z Gadirem Gusejnowem, Nidżatem Mamedowem, Tigranem L. Petrosjanem i Jewgienijem Glejzerowem), Kishu (dz. I m. wspólnie z Tigranem Petrosjanem, Jewgienijem Glejzerowem i Ehsanem Ghaemem Maghamim) oraz w Moskwie (turniej Aerofłot Open A2). W 2006 r. ponownie podzielił I m. w turnieju Fajr Open w Teheranie (wspólnie z m.in. Walerijem Niewierowem, Jewgienijem Glejzerowem i Ehsanem Ghaemem Maghamim), zwyciężył również w Alcala de Henares (wspólnie z Fabiano Caruaną, Holdenem Hernandezem, Davidem Martinezem Martinem i Azerem Mirzojewem) oraz podzielił II m. w mistrzostwach Paryża (za Murtasem Każgalejewem, wspólnie z Namigiem Guliewem i Siergiejem Fiedorczukiem).
Najwyższy ranking w dotychczasowej karierze osiągnął 1 sierpnia 2014 r., z wynikiem 2598 punktów zajmował wówczas 1. miejsce wśród irańskich szachistów.